# Fesques
Fesques és un municipi francès situat al departament del Sena Marítim i a la regió de Normandia. L'any 2007 tenia 115 habitants.

## Demografia

### Població
El 2007 la població de fet de Fesques era de 115 persones. Hi havia 49 famílies de les quals 15 eren unipersonals (15 dones vivint soles i 15 dones vivint soles), 15 parelles sense fills, 11 parelles amb fills i 8 famílies monoparentals amb fills.
La població ha evolucionat segons el següent gràfic:
Habitants censats

### Habitatges
El 2007 hi havia 59 habitatges, 49 eren l'habitatge principal de la família, 5 eren segones residències i 5 estaven desocupats. Tots els 58 habitatges eren cases. Dels 49 habitatges principals, 44 estaven ocupats pels seus propietaris i 5 estaven llogats i ocupats pels llogaters; 2 tenien dues cambres, 4 en tenien tres, 20 en tenien quatre i 23 en tenien cinc o més. 6 habitatges disposaven pel capbaix d'una plaça de pàrquing. A 22 habitatges hi havia un automòbil i a 16 n'hi havia dos o més.

### Piràmide de població
La piràmide de població per edats i sexe el 2009 era:
| Homes | Edats   | Dones |
| ----- | ------- | ----- |
| 0     | 95 o +  | 0     |
| 0     | 90 a 94 | 0     |
| 0     | 85 a 89 | 0     |
| 0     | 80 a 84 | 0     |
| 0     | 75 a 79 | 0     |
| 0     | 70 a 74 | 0     |
| 4     | 65 a 69 | 4     |
| 8     | 60 a 64 | 8     |
| 0     | 55 a 59 | 4     |
| 0     | 50 a 54 | 0     |
| 8     | 45 a 49 | 0     |
| 8     | 40 a 44 | 16    |
| 4     | 35 a 39 | 0     |
| 12    | 30 a 34 | 8     |
| 4     | 25 a 29 | 4     |
| 0     | 20 a 24 | 0     |
| 4     | 15 a 19 | 0     |
| 4     | 10 a 14 | 16    |
| 4     | 5 a 9   | 0     |
| 0     | 0 a 4   | 8     |

## Economia
El 2007 la població en edat de treballar era de 78 persones, 52 eren actives i 26 eren inactives. De les 52 persones actives 48 estaven ocupades (27 homes i 21 dones) i 4 estaven aturades (3 homes i 1 dona). De les 26 persones inactives 9 estaven jubilades, 7 estaven estudiant i 10 estaven classificades com a «altres inactius».

### Ingressos
El 2009 a Fesques hi havia 52 unitats fiscals que integraven 135 persones, la mediana anual d'ingressos fiscals per persona era de 16.142 €.

### Activitats econòmiques
Dels 2 establiments que hi havia el 2007, 1 era d'una empresa d'hostatgeria i restauració i 1 d'una empresa classificada com a «altres activitats de serveis».
L'any 2000 a Fesques hi havia 17 explotacions agrícoles que ocupaven un total de 1.050 hectàrees.

## Equipaments sanitaris i escolars
El 2009 hi havia una escola elemental integrada dins d'un grup escolar amb les comunes properes formant una escola dispersa.

## Poblacions més properes
El següent diagrama mostra les poblacions més properes.